# Hietajärvi (sjö i Finland, Lappland, lat 68,67, long 27,85)
Hietajärvi, samiska: Vuodâsjävri, är en sjö i Finland. Den ligger i kommunen Enare i landskapet Lappland, i den norra delen av landet, 1 000 km norr om huvudstaden Helsingfors. Hietajärvi ligger 135,3 meter över havet. Arean är 1,36 kvadratkilometer och strandlinjen är 6,98 kilometer lång. Sjön  ingår i Pasvik älvs huvudavrinningsområde. 
I övrigt finns följande vid Hietajärvi:
- Mattojärvi (en sjö)